# Reino de Rumania
El Reino de Rumania o de Rumanía (en rumano: Regatul României) fue una monarquía constitucional que existió entre 1881 y 1947 en el actual territorio de Rumania y Moldavia. Su origen se remonta a 1859, cuando los principados de Moldavia y Valaquia se unieron bajo la regencia de un único príncipe; esto puso los cimientos del futuro Reino de Rumanía, que, como entidad política, se uniría al bando vencedor de la Primera Guerra Mundial. El Reino se extendería tras el Tratado de Trianon, pero perdería territorio en los arbitrajes de Viena durante la Segunda Guerra Mundial. Luego de ser ocupada por la Unión Soviética en 1944, en 1947 la monarquía fue reemplazada por una república socialista.

## Antecedentes
En 1829 el Imperio otomano, al que pertenecían los dos principados que formarían más tarde el Reino de Rumanía, proclamó en Estatuto Orgánico que concedía a aquellos libertad comercial. La concesión se produce tras la guerra ruso-turca (1828-1829), que había finalizado con la independencia de Grecia y la proclamación de la autonomía de Serbia.

## Unificación, monarquía e independencia

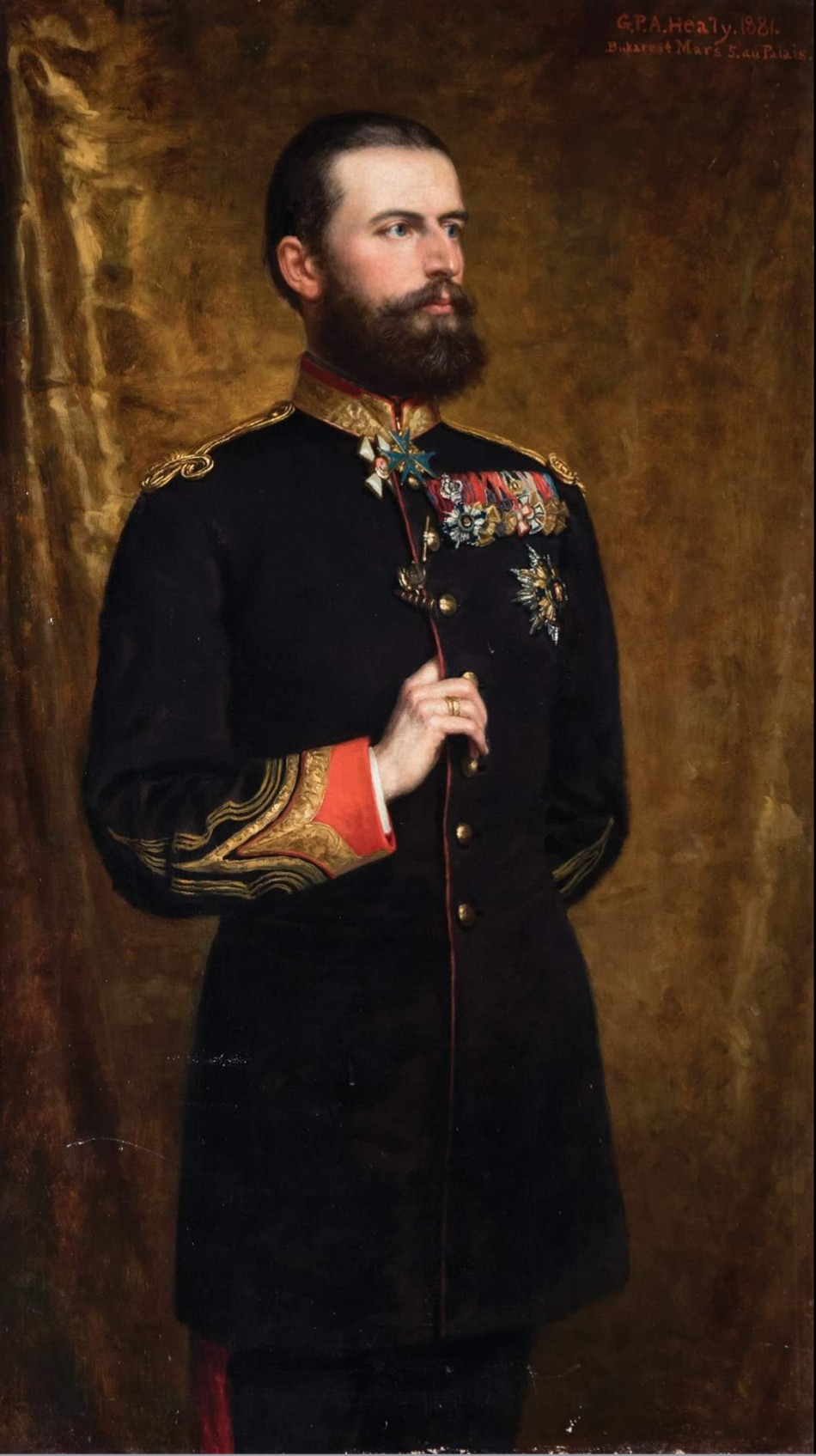
Carlos I, primer rey de Rumania

Divisiones administrativas del Reino de Rumania hacia 1930

El 5 de enero de 1859, el coronel Alejandro Juan Cuza fue elegido príncipe de Moldavia, y unos días después, el 24 de enero, fue nombrado también príncipe de Valaquia. Esta unión de los dos principados bajo un único soberano quedó formalmente establecida el 5 de febrero de 1862, cuando se creó el Estado de Rumanía, bajo dominio feudal del Imperio otomano, con la constitución de una asamblea en la ciudad de Bucarest, capital del nuevo Estado. La autonomía de los principados fue concedida como consecuencia de la guerra de Crimea.
Cuza, boyardo de segundo rango, encontró un Estado sin clase media que lo sostuviese, de población eminentemente agraria y sin conciencia nacional entre las masas campesinas. Las numerosas reformas iniciadas por Cuza, entre las que destacan la reforma agraria y la emancipación de los siervos, hicieron que el 23 de febrero de 1866, una coalición de conservadores y liberales radicales (nobles y la escasa burguesía, apoyados por el Ejército), conocida como la «Coalición Monstruosa», le obligaran a abdicar y exiliarse. A Cuza lo substituyó el príncipe alemán Carlos de Hohenzollern-Sigmaringen, quien fue proclamado príncipe de Rumanía con el nombre rumano de Carol I.

### Primeros años de independencia

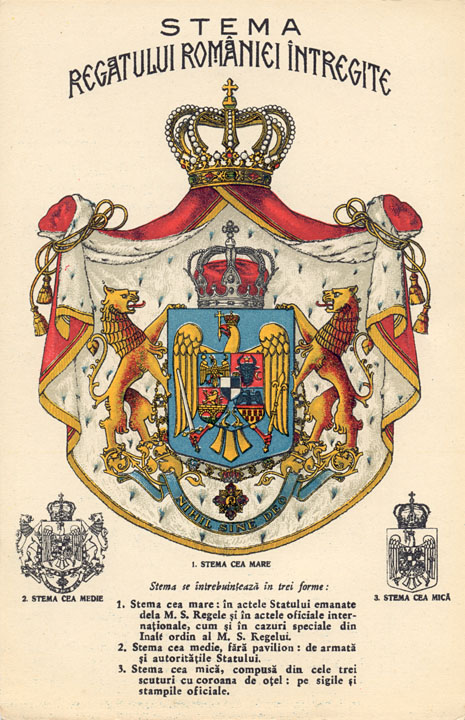
Escudo de armas del Reino de Rumanía

El 9 de mayo de 1877, tras la guerra ruso-turca en que Rumanía participó como aliada de Rusia, la derrota de los turcos permitió al Estado rumano independizarse de la tutela del Imperio otomano y logró el reconocimiento internacional como nación independiente en el Tratado de Berlín de 1878, aunque se vio obligada a entregar el territorio de Besarabia meridional al Imperio ruso. El proceso de independencia, que comenzó a principios de siglo y culminó en esta fecha, estuvo dirigido por algunas de las grandes potencias, interesadas en debilitar al Imperio otomano, y no se apoyó en la burguesía (prácticamente inexistente) ni en ninguna clase social en particular.
El Estado adoptó formalmente el modelo parlamentario británico, con una constitución basada en la belga y una alternancia de partidos en el Gobierno. En realidad, esta fachada ocultaba la tenencia del poder por unas cuantas familias y el alejamiento de la mayoría de la población, campesina y pobre, del gobierno del país. El rey tenía la potestad de encargar Gobierno al partido que considerase oportuno, el cual debía convocar elecciones para confirmar su legitimidad. El restringido censo electoral y el control de las votaciones hacían que el Gobierno siempre lograse la victoria.
Las opciones electorales se limitaban al Partido Conservador, creado en 1871, y el Partido Nacional Liberal, fundado en 1875. Aunque sus componentes guardaban estrecha relación, siendo miembros a veces de la misma familia, el primero, en general, agrupaba a los terratenientes, mientras que el segundo era el partido de una creciente alta burguesía.
En el país, abrumadoramente agrícola, la riqueza se basaba en la posesión de la tierra, lo que dio una efímera ventaja a los conservadores. No obstante, esta se fue reduciendo por la crisis del precio del trigo a finales del siglo xix, que minó el poder conservador. Los liberales fueron logrando controlar el Estado: durante su gobierno entre 1876 y 1888, crearon un cuerpo de funcionarios afín, aumentaron su influencia con el soberano y manejaron las finanzas estatales. La figura principal del partido fue Ion Brătianu, fundador de una dinastía de políticos liberales y varias veces primer ministro.
La miseria de una gran parte de la población fue nutriendo una desesperación que se reflejó en revueltas campesinas, como la de 1888 y, tras una agudización de la depresión agraria de finales de siglo entre 1899 y 1903, la gran Revuelta campesina de 1907. El espanto que produjo entre las clases acomodadas les hizo concienciarse de la necesidad de una reforma del sistema de producción agraria; asimismo, condujo más tarde a la desaparición de la base de poder del Partido Conservador, debido a la reforma agraria que acabó con sus latifundios. La revuelta fue ahogada en sangre con la intervención del ejército y dejó 11 000 muertos.
Hasta el final de la Primera Guerra Mundial, el país participó en 1913 en la segunda guerra de los Balcanes, que le enfrentó, junto a Serbia y Grecia, contra Bulgaria. Tras la derrota búlgara, Rumanía obtuvo el territorio de Dobruja según los acuerdos del Tratado de Bucarest. Mantuvo además una pertenencia secreta a la Triple Alianza, con el fin de obtener el apoyo austro-germano ante posibles incursiones rusas en los Balcanes.

## Primera Guerra Mundial
Al estallar la Primera Guerra Mundial, el país mantuvo la neutralidad en el conflicto: el Gobierno era favorable a la Entente, junto con gran parte de los dirigentes del opositor Partido Conservador, mientras que el rey era partidario de los Imperios Centrales.
Tras haber logrado el compromiso de la Entente sobre concesiones territoriales, en 1916 el rey Fernando I (sucesor de Carol I) rompió la neutralidad y entró en el conflicto del lado aliado. Tras un rápido avance en Transilvania, un rápido e inesperado ataque en el sur de tropas de las Potencias Centrales al mando de August von Mackensen tomó las posiciones rumanas más allá del Danubio y detuvo el avance en el norte. El mando rumano no lograría estabilizar el frente hasta diciembre, pero hubo de abandonar Valaquia, incluyendo la capital del país, y trasladar el Gobierno a Iaşi (Moldavia), donde los restos del ejército y grandes refuerzos rusos consiguieron detener el avance austroalemán.
Tras una nueva invasión por fuerzas austroalemanas, el Gobierno rumano, un nuevo gabinete conservador teóricamente favorable a los alemanes, se vio obligado a solicitar la paz en 1917. A pesar de ello, con la victoria aliada en 1918, Rumanía logró incrementar su territorio con la adhesión de los territorios de Transilvania, Besarabia y Bucovina. De este modo quedó configurada la «Gran Rumanía», que confirmó el Tratado de Trianon en 1920.

## Período de entreguerras
Tras la Primera Guerra Mundial, en 1923 fue aprobada la Constitución; pero los sucesivos Gobiernos de los años veinte y treinta la obviarían por completo y mantuvieron solo la apariencia de una monarquía constitucional liberal.
El Partido Liberal Nacional dominó el panorama político de Rumanía entre 1922 y 1927, periodo en que iría derivando hacia posturas dictatoriales que provocaron en 1927 su caída y la llegada al poder del Partido Nacional Campesino.
Ese mismo año falleció el rey Fernando I, quien en 1925 había obligado a renunciar a sus derechos hereditarios a su hijo Carol, debido a los continuos escándalos maritales que había protagonizado. El sucesor en el trono rumano fue el nieto de Fernando e hijo de Carol, Miguel I, de tan solo seis años de edad, por lo que el Gobierno quedó en manos de un regente, su tío el príncipe Nicolás, hasta que en 1930, apoyado por el Partido Nacional Campesino, Carol logró recuperar el trono y ser coronado rey como Carol II.
La situación que se encontró el nuevo rey, influenciada por la crisis internacional de 1929, era la de un profundo malestar social, con numerosas huelgas y un alto nivel de desempleo. Esta situación se prolongaría durante toda la década de 1930, cuando se sucederían hasta 25 Gobiernos distintos, y favoreció la aparición de la Guardia de Hierro, un movimiento fascista que explotaría el creciente ultranacionalismo, el miedo al comunismo y el sentimiento antisemita de la población.
Esta situación se iría tensando hasta que el 10 de febrero de 1938, el rey Carol II estableció una dictadura que se mantendrá hasta el 7 de marzo de 1939.

## Segunda Guerra Mundial

### Neutralidad y acercamiento al Eje
En el verano de 1940, cuando Rumanía aún permanecía neutral en la guerra mundial, tuvo que ceder, en el segundo arbitraje de Viena, el territorio de Transilvania septentrional a Hungría, los de Besarabia y el norte de Bucovina a la Unión Soviética y la parte meridional de Dobruja a Bulgaria, debido a la presión de los países vecinos y la falta de apoyo de las potencias del Eje frente a estas reclamaciones territoriales. Una parte de estos cambios se debió al acuerdo secreto que la Alemania nazi había establecido en el Pacto Mólotov-Ribbentrop con la URSS —salvo la cesión de parte de Bucovina, que no había sido contemplada en este acuerdo— y otra a las antiguas ambiciones territoriales de las naciones colindantes.
Tras estas derrotas políticas, el rey se vio presionado para nombrar al general Ion Antonescu como primer ministro el 4 de septiembre de 1940. Dos días después, Antonescu logró que el rey Carol II abdicase y su hijo Miguel I subiese al trono. Después de intentar en vano componer un Gobierno de unidad nacional, Antonescu se apoyó en la Guardia de Hierro para sostenerse en el poder. No obstante, en enero de 1941, tras meses de desavenencias entre las dos partes, consumó una sangrienta purga contra el partido fascista, acaparó todo el poder en una dictadura militar y abolió el efímero Estado Nacional Legionario que antes había proclamado junto con la Guardia.

### Crisis política, abdicación del rey y elevación de Antonescu
Durante la Segunda Guerra Mundial, Antonescu acercó el país a la Alemania nazi, ingresó en el Pacto Tripartito en noviembre de 1940 y aseguró la participación del ejército rumano en la invasión de la Unión Soviética en junio de 1941. Sin embargo, los soviéticos eliminaron al grueso de las fuerzas rumanas en diversas campañas entre 1943 y 1944 y, a finales de este año, el Ejército Rojo se acercó a las fronteras rumanas. Un golpe de Estado encabezado por el monarca apartó a Antonescu del poder; el país cambió de bando y el nuevo Gobierno permitió la entrada de tropas soviéticas en Rumanía. Hasta el final de la guerra, las tropas rumanas lucharon al lado de las soviéticas contra Alemania, y el país fue el cuarto que más hombres aportó al bando Aliado.

### Cambio de bando, ocupación soviética y fin de la monarquía
Tras la finalización del conflicto, el Reino de Rumanía solo recuperó la Transilvania septentrional, con lo que el territorio conocido como la «Gran Rumanía» desapareció en 1945. De igual modo, dos años después desapareció el propio Reino de Rumanía como realidad política al verse el rey Miguel I obligado a abdicar tras la proclamación, el 30 de diciembre de 1947, de la República Popular de Rumanía.

## Economía

### El progreso económico en la época de Carlos
Después de su establecimiento como reino, la economía de Rumanía progresó enormemente. Con la coronación de Carlos I se crearon industrias modernas que el país necesitaba para progresar al estilo europeo.
El transporte moderno progresó durante este período. Se trajeron los primeros ferrocarriles, que luego se expandieron a lo largo de Rumania. Con la red ferroviaria extensa se establecieron los ferrocarriles rumanos (abreviado CFR). La CFR construyó trenes rumanos que transportaron mercancías por toda Europa. En el contexto del desarrollo industrial y la ampliación del mercado interior se produjeron la modernización y ampliación de la red de transporte de telecomunicaciones. Así, en 1869 se materializó el primer ferrocarril en los Estados rumanos el tren Bucarest-Giurgiu y en 1872 el ferrocarril Bucarest-Galaţi. En 1879 se construyó la línea de unión Bucarest-Predeal con la red ferroviaria de Austria-Hungría.
| Uso de la tierra (%)                                                                                                   |
| --- |
| |
| Tierras cultivadas (43.1) Praderas (4.2) Viñas y huertos (1.2) Bosques (18.1) Pastos (7.8) Tierras no agrícolas (25.7) |

| Tipos de cultivo por extensión (%) |
| --- |
| |
| Trigo (32.4) Maíz (35.3) Cebada (9.1) Avena (7.3) Centeno (1.6) Mijo (0.8) Alforfón (0) Lino (1.6) Legumbres (1.4) Forraje y otros (10.5) |

En 1895 el rey Carlos inauguró el puente de Cernavoda. El 17 de septiembre de 1896 se creó el canal Sip (que recibió este nombre por el pueblo serbio en la orilla derecha) en las Puertas de Hierro, que fue inaugurado por el emperador austrohúngaro Francisco José I, el rey rumano Carol I y el rey serbio Alejandro Obrenovich.
La industria, que hasta entonces era inferior a la de las grandes potencias, experimentó un gran desarrollo. Debido al descubrimiento de petróleo, se fue desarrollando la creación de una industria petrolera. Las fábricas de textiles, la silvicultura y los alimentos se han duplicado en número y han ayudado a la economía del nuevo país. Sin embargo, todavía se depende de la influencia del capital extranjero en la industria, lo que resulta en su concentración en determinadas zonas, que dejó regiones enteras de Rumania a la zaga del desarrollo industrial.
La agricultura rumana ha sido impulsada por la utilidad de la maquinaria agrícola comprada a los países occidentales. Los Brezales, que era una vasta estepa, fue colonizada, convirtiéndose en el granero más importante de Rumania. El trigo rumano fue vendido en toda Europa, junto con otros cultivos como el maíz, la remolacha azucarera y la patata. El tratado Comercial con Austria-Hungría, firmado en 1875 por un período de diez años, estipulaba que Rumania podría exportar productos agrícolas en condiciones favorables al gran mercado austrohúngaro.[cita requerida]

### Antes de la Segunda Guerra Mundial
Después de la Primera Guerra Mundial, la aplicación de reformas agrarias radicales y la aprobación de una nueva constitución democrática permitió un crecimiento económico rápido: la producción industrial se duplicó entre 1923 y 1938, a pesar de los efectos de la Gran Depresión. Con la producción de petróleo de 7,2 millones de toneladas en 1937, Rumania ocupa el segundo lugar en Europa y el séptimo lugar en el mundo. El petróleo extraído de Rumania fue esencial para las campañas de guerra alemanas.[cita requerida]
Antes de la Segunda Guerra Mundial, Rumania fue el segundo mayor productor de alimentos de Europa.[cita requerida]